# 广东广播中心

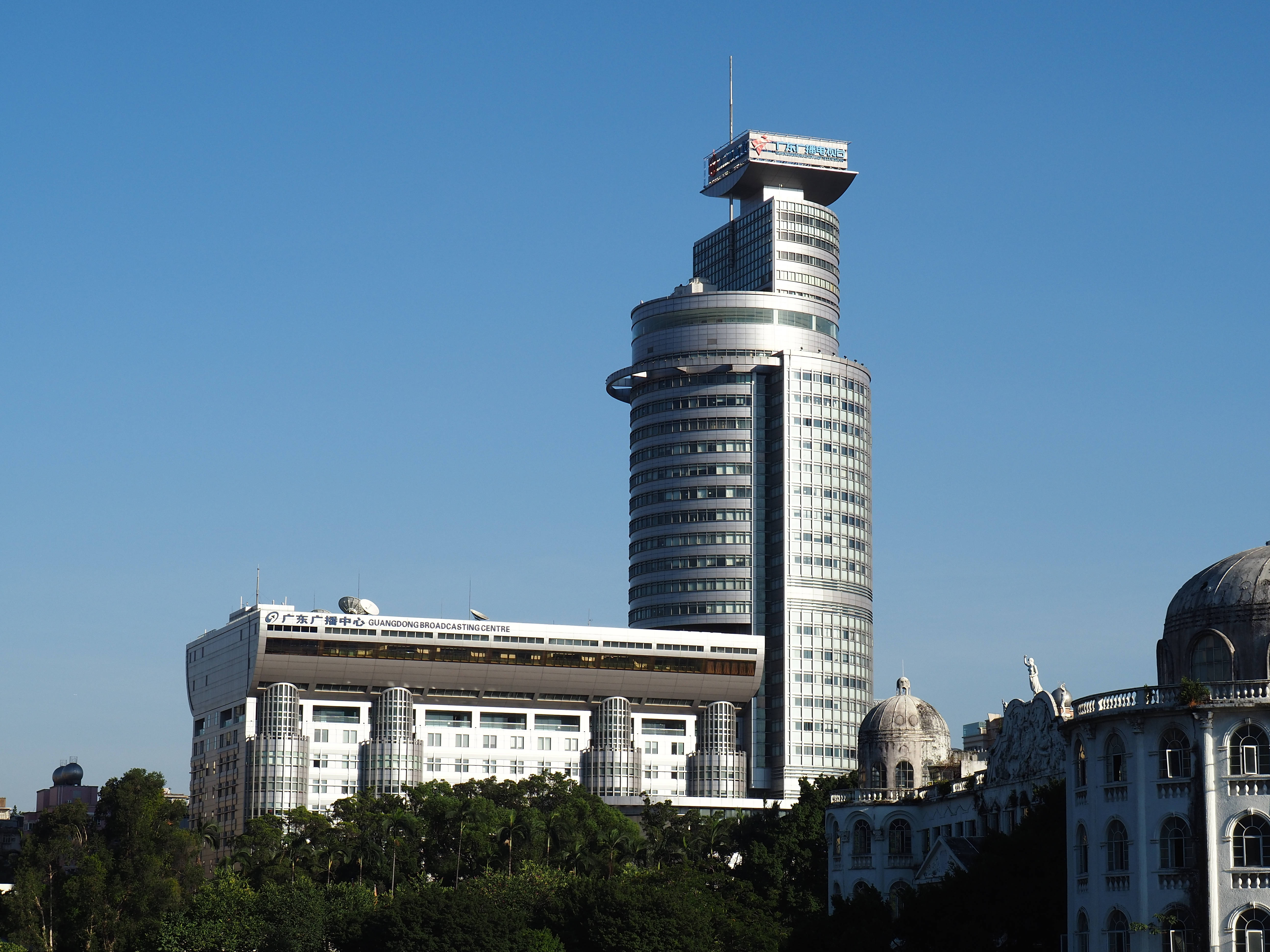
广东广播中心

广东广播中心（英語：Guangdong Broadcasting Center），位于中华人民共和国广东省广州市越秀区六榕街道象岗山社区人民北路686号，广东广播电视台人民北大院内，是广东省“九五”规划和精神文明建设的重点工程，于1997年10月21日开工，2001年正式启用。主楼高13层，塔楼高34层（一期先建至第9层，二期再建设剩下的部分，剩下的部分于2008年1月17日启用），投资总额为2.9亿元，由广东省建筑设计研究院副总建筑师江刚设计。
该大楼二楼设有“广东（广州）广播博物馆”，于2008年11月7日揭幕。
2010年6月1日，广东广播中心发生火灾事故。
2022年，广东广播电视台与广州城投共同打造的“国家音乐产业基地”—— 686创意园，于2023年3月18日正式开园。